# Glenn Plummer
Pour les articles homonymes, voir Plummer.
Glenn Plummer, né le 18 août 1961 à Richmond (Californie), est un acteur, réalisateur et producteur de cinéma américain.

## Filmographie

### Comme acteur

#### Cinéma
- 1987 : Who's That Girl : Harlem Kid #1
- 1988 : Hearts of Stone : Tigo Loc
- 1988 : Colors : Clarence 'High Top' Brown
- 1988 : Funny Farm : Mickey
- 1989 : 84C MoPic : Radio voice (voix)
- 1990 : Deux flics à Downtown (Downtown) de Richard Benjamin : Valentine
- 1991 : Pastime : Tyrone Debray
- 1991 : Wedlock de Lewis Teague : Teal
- 1991 : Frankie et Johnny (Frankie and Johnny) : Peter
- 1992 : South Central (en) : Bobby
- 1992 : Les Pilleurs (Trespass) : Luther
- 1993 : Menace II Society : Pernell
- 1993 : Snake Eyes (Dangerous Game) : Burns' Buddy
- 1994 : Speed : Maurice, Jaguar Owner
- 1995 : Beyond the Edge : Henry
- 1995 : Dernières heures à Denver (Things to Do in Denver When You're Dead) : Baby Sinister
- 1995 : Showgirls : James Smith
- 1995 : Strange Days : Jeriko One
- 1996 : Psalms from the Underground
- 1996 : The Destiny of Marty Fine : Mikie
- 1996 : Personnel et confidentiel (Up Close & Personal) : Ned Jackson
- 1996 : The Substitute de Robert Mandel : Mr. Darrell Sherman
- 1996 : Small Time : Ben
- 1997 : Tear It Down : Nathan
- 1997 : Speed 2 : Cap sur le danger (Speed 2: Cruise Control) : Maurice
- 1997 : Pour une nuit... (One Night Stand) : George
- 1998 : A House Divided : William
- 1998 : Heist : Dipper
- 1998 : C'est pas mon jour ! (Thursday) : Ice
- 1999 : Interceptors : Russell
- 1999 : History Is Made at Night : Dave Preston
- 2000 : Love Beat the Hell Outta Me : Glenn
- 2000 : Commando d'élite (Rangers) (vidéo) : Shannon
- 2001 : MacArthur Park : Leo
- 2001 : Knight Club : T-Dog
- 2001 : Deadly Rhapsody : Roughneck
- 2001 : 100 Kilos (vidéo) : 'Freeway' Ricky Ross
- 2002 : Salton Sea (The Salton Sea) de D. J. Caruso : Bobby
- 2002 : Poolhall Junkies : Chico
- 2002 : Go for Broke : Ramses
- 2003 : Last Night with Angel : Jay Summers
- 2003 : Les Maîtres du jeu (Shade) : Attendant
- 2003 : Road Dogs : Panther
- 2003 : Baadasssss! de Mario Van Peebles : Angry Brother
- 2003 : Gang of Roses : Johnny Handsome
- 2003 : Vegas Vamps
- 2004 : Lexie (vidéo) : Norman
- 2004 : Le Jour d'après (The Day After Tomorrow) : Luther
- 2004 : Roscoe's House of Chicken n Waffles (vidéo) : Clyde Coltrane
- 2004 : Sugar Valentine : Cutty
- 2005 : VooDoo Curse: The Giddeh : Professor Jenkins
- 2005 : Constellation : Man 1
- 2005 : Brothers in Arms : Curly
- 2005 : Saw II : Jonas
- 2010 : Ca$h : Glen The Plumber
- 2018 : City of Lies de Brad Furman : Psycho Mike

#### Télévision
- 1987 : Fort comme l'amour (The Father Clements Story) (TV)
- 1987 : La nuit tombe sur Manhattan (Hands of a Stranger) de Larry Elikann (téléfilm)
- 1988 : Terrorist on Trial: The United States vs. Salim Ajami (TV) : Marine MP
- 1989 : The Women of Brewster Place (TV) : C.C. Baker
- 1990 : Émeutes en Californie (TV) : J.T. Turpin
- 1991 : Murderous Vision (TV) : Detective Beau Galloway
- 1992 : Le Prince de Bel-Air (TV) : Top Dog
- 1994 : Urgences (ER) (TV) : Timmy Rawlins
- 1995 : Convict Cowboy (TV) : Lattrell
- 1997 : Lawless (série TV) : Reggie
- 1997 : Pronto (TV) : Robert Gee
- 2000 : The Corner ("The Corner") (feuilleton TV) : George 'Blue' Epps
- 2001 : Three Blind Mice (TV) : Warren Chambers
- 2001 : Ruby's Bucket of Blood (TV) : Johnny Beaugh
- 2004 : Preuves d'innocence (Reversible Errors) (TV) : Romeo 'Squirrel' Gandolph
- 2005 : Go for Broke 2 (TV) : Ramses
- 2006 : Urgences (ER) (TV) : Timmy Rawlins
- 2007 : Bones (TV) : Harold Overmeyer

### Comme producteur
- 2000 : Love Beat the Hell Outta Me
- 2005 : VooDoo Curse: The Giddeh

### Comme réalisateur
- 2005 : VooDoo Curse: The Giddeh (+ scénariste)
- 2017 : Charlie Charlie

## Podcast
- 2020 : The Left Right Game : M. Sharman